# Ла-Шом
Ла-Шом (фр. La Chaume) — коммуна во Франции, находится в регионе Бургундия. Департамент коммуны — Кот-д’Ор. Входит в состав кантона Монтиньи-сюр-Об. Округ коммуны — Монбар.
Код INSEE коммуны — 21159.

## Население
Население коммуны на 2010 год составляло 116 человек.
| 1962 | 1968 | 1975 | 1982 | 1990 | 1999 | 2010 |
| ---- | ---- | ---- | ---- | ---- | ---- | ---- |
| 182  | 135  | 140  | 132  | 135  | 136  | 116  |

## Экономика
В 2010 году среди 60 человек трудоспособного возраста (15—64 лет) 43 были экономически активными, 17 — неактивными (показатель активности — 71,7 %, в 1999 году было 53,2 %). Из 43 активных жителей работали 39 человек (24 мужчины и 15 женщин), безработных было 4 (1 мужчина и 3 женщины). Среди 17 неактивных 2 человека были учениками или студентами, 11 — пенсионерами, 4 были неактивными по другим причинам.